# Фосац (Долина Аосте)
Фосац је насеље у Италији у округу Долина Аосте, региону Долина Аосте.
Према процени из 2011. у насељу је живело 100 становника. Насеље се налази на надморској висини од 1208 м.